# 欧邦斯河
欧邦斯河（法語：Aubance，法語發音：[obɑ̃s]）是法国卢瓦尔河地区大区曼恩-卢瓦尔省的河流，是卢瓦尔河的左支流，长35.9千米。